# Демиссев, Себсебе
Себсебе Демиссев (Sebsebe Demissew; род. 14 июня 1953, Шоа, Эфиопия) — эфиопский учёный-ботаник.
Профессор Аддис-Абебского университета, действительный член Эфиопской АН (2010), член Датской королевской академии наук (2008), TWAS (2012), иностранный член Лондонского королевского общества (2018).

## Биография
Окончил Аддис-Абебский университет (бакалавр биологии, 1977). Там же в 1980 году получил степень магистра ботаники на кафедре биологии. В 1985 году в шведском Уппсальском университете получил степень доктора философии по систематической ботанике. С 1977/78 года работает в альма-матер, Аддис-Абебском университете, полный профессор его колледжа естественных наук с 1998 года; в 1996—2000 гг. декан факультета наук (ныне колледж естественных наук).
С 2010 года специальный профессор биоразнообразия школы бионаук британского Ноттингемского университета.
С 1996 и до его успешного завершения в 2009 году возглавлял Ethiopian Flora Project, в котором участвовали 91 учёный из 17 стран.
С 1996 по 2000 год президент Эфиопского биологического общества (член с 1990).
Почётный исследовательский фелло Королевских ботанических садов Кью (2002).

### Награды и отличия
- Senior Fulbright Grant (1993)
- TWAS Prize (1993)
- Dennis Stanfield Award, Лондонское Линнеевское общество (2002)
- Почётный доктор наук британского Ноттингемского университета (2010)
- Distinguished Keiser Lectures in Life Sciences, Ohio Northern University[англ.] (2011)
- Kew International Medal[англ.] (2016)[5]